# Spółdzielnia cyfrowa
Spółdzielnia cyfrowa to organizacja działająca głównie lub całkowicie w przestrzeni internetowej, oparta na zasadach demokratycznego zarządzania i kolektywnej własności. W przeciwieństwie do tradycyjnych spółdzielni, które często funkcjonują w określonych lokalizacjach fizycznych, spółdzielnie cyfrowe wykorzystują technologie cyfrowe do organizowania pracy, podejmowania decyzji oraz dystrybucji zasobów.
Członkowie spółdzielni cyfrowej – pracownicy, dostawcy usług lub użytkownicy – współdecydują o jej funkcjonowaniu, dzieląc się zarówno odpowiedzialnością, jak i korzyściami finansowymi. Model ten stanowi alternatywę dla komercyjnych platform internetowych, które koncentrują własność i kontrolę w rękach inwestorów. Spółdzielnie cyfrowe dążą do stworzenia bardziej sprawiedliwego ekosystemu pracy, w którym kluczowe wartości to współpraca, równość i trwałość ekonomiczna.
Dzięki wykorzystaniu technologii, spółdzielnie cyfrowe mogą działać na szeroką skalę, eliminując bariery geograficzne i tworząc globalne społeczności oparte na współpracy i wspólnych interesach.

## Technologie i Struktura
Cyfrowe spółdzielnie wykorzystują platformy online do organizowania i zarządzania swoimi działaniami. Te platformy umożliwiają członkom komunikowanie się, współpracę i podejmowanie zbiorowych decyzji w sposób efektywny. Działając w przestrzeni cyfrowej, spółdzielnie te mogą skalować swoje operacje bez ograniczeń geograficznych, z jakimi borykają się tradycyjne spółdzielnie. Wiele z nich korzysta z narzędzi takich jak blockchain, inteligentne kontrakty, czy oprogramowanie open-source, aby zwiększyć przejrzystość i zaufanie między członkami.

## Cyfrowa Transformacja i Solidarność w Spółdzielniach
Cyfryzacja wpływa na sposób zarządzania spółdzielniami, zmieniając ich strukturę organizacyjną oraz mechanizmy podejmowania decyzji. Nowoczesne technologie umożliwiają nie tylko bardziej elastyczne modele pracy, ale także wzmocnienie poczucia wspólnoty i solidarności w ramach organizacji. Rozwój narzędzi cyfrowych umożliwia demokratyzację procesów decyzyjnych poprzez wprowadzenie rozproszonych modeli zarządzania, gdzie każdy członek może mieć rzeczywisty wpływ na kształtowanie strategii organizacji.
Cyfrowe narzędzia pomiarowe odgrywają kluczową rolę w monitorowaniu efektywności i przejrzystości działań spółdzielni. Analiza danych w czasie rzeczywistym pozwala spółdzielniom lepiej dostosowywać się do potrzeb rynkowych, optymalizować zasoby oraz zapewniać członkom dostęp do informacji niezbędnych do podejmowania świadomych decyzji. Technologie te mogą również przyczynić się do zwiększenia zaufania wewnątrz organizacji oraz poprawy współpracy między członkami.

## Przykłady Cyfrowych Spółdzielni
- Spółdzielnia Otwartej Edukacji SpołEd - skupiają się na wsparciu i tworzeniu otwartej edukacji w polskich szkołach[5].
- Fairbnb - spółdzielcza alternatywa dla Airbnb, która przekazuje zyski na lokalne inicjatywy społeczne mające na celu mitygację negatywnych efektów turystyki[6].
- Resonate - platforma do streamowania muzyki, która pozwala artystom otrzymywać sprawiedliwe wynagrodzenie[7].
- CoopCycle - spółdzielcza platforma do dostaw rowerowych, która daje kurierom kontrolę nad warunkami pracy[8].

## Nowa spółdzielczość – polska perspektywa i rozwój innowacyjnych modeli spółdzielczych
Ostatnie lata przyniosły rozwój nowoczesnych form spółdzielczości w Polsce, czego przykładem jest Centrum Technologii Spółdzielczych CoopTech Hub, prowadzone przez PLZ Spółdzielnię – spółdzielnię cyfrową. Jego celem jest reaktywacja idei spółdzielczości w dostosowanej do współczesnych realiów formie. W ramach działalności CoopTech Hub powstała m.in. Spółdzielnia Otwarty Jazdów, pierwsza w Polsce miejska spółdzielnia energetyczna, której misją jest budowanie odporności społeczności lokalnych poprzez dywersyfikację źródeł energii oraz rozwój odnawialnych źródeł energii.
Innym przykładem nowoczesnej spółdzielczości jest spółdzielcza farma miejska, również zainicjowana przez CoopTech Hub. Model ten stanowi odpowiedź na kryzys ekologiczny i ma na celu wspieranie lokalnej produkcji żywności oraz rozwój społeczności poprzez integrację działań związanych z urbanistyką, ochroną przyrody i edukacją ekologiczną. Spółdzielnie te reprezentują nową falę kooperatyw, które łączą tradycyjne wartości współpracy i demokracji ekonomicznej z nowoczesnymi technologiami i zrównoważonym rozwojem.

## Polska dołącza do Digital Cooperation Organization (DCO)
W lutym 2024 roku Polska oficjalnie przystąpiła do Digital Cooperation Organization (DCO) – międzynarodowej organizacji zrzeszającej państwa zaangażowane w rozwój gospodarki cyfrowej i współpracę w zakresie innowacji technologicznych. Jest to istotny krok w kierunku globalnej współpracy cyfrowej, który umożliwia Polsce aktywne uczestnictwo w inicjatywach związanych z transformacją cyfrową, sztuczną inteligencją oraz zrównoważonym rozwojem cyfrowym.
DCO, założona w 2020 roku, skupia kraje z różnych kontynentów, koncentrując się na wspieraniu gospodarki opartej na danych, cyfrowej przedsiębiorczości oraz inkluzji technologicznej.Polska jako członek tej organizacji będzie miała możliwość wymiany doświadczeń, uczestnictwa w międzynarodowych projektach oraz współpracy w zakresie regulacji cyfrowych i cyberbezpieczeństwa.

Wicepremier i minister cyfryzacji Krzysztof Gawkowski podczas przekazania listu intencyjnego na ręce sekretarz generalnej DCO, Deemah AlYahya.

Ministerstwo Cyfryzacji podkreśla, że przystąpienie do DCO to ważny element strategii cyfrowej Polski, który wzmacnia pozycję kraju jako kluczowego gracza w globalnej transformacji cyfrowej.

## Spółdzielczość cyfrowa jako model gospodarki przyszłości
Tradycyjna spółdzielczość, mimo swojego ogromnego potencjału, wymaga transformacji, aby sprostać wyzwaniom XXI wieku. Współczesne platformy cyfrowe zdominowały globalną gospodarkę, lecz ich model oparty na maksymalizacji zysku akcjonariuszy często prowadzi do koncentracji władzy i nierówności. Spółdzielnia cyfrowa stanowi alternatywę, w której kluczowe wartości to współwłasność, współpraca i demokratyczne zarządzanie. Opierając się na niemal 200-letnich zasadach spółdzielczości i łącząc je z nowoczesnymi technologiami cyfrowymi, model ten rekonfiguruje sposób funkcjonowania gospodarki, stawiając na lokalne społeczności i ich potrzeby. Spółdzielnie platformowe nie tylko umożliwiają bardziej sprawiedliwy podział zasobów, ale także mogą stać się siłą napędową cyfrowej i zielonej transformacji. Jak mówi afrykańskie przysłowie: „Jeśli chcesz jechać szybko, jedź sam. Jeśli chcesz jechać daleko, jedź razem.” W erze powszechnej odpowiedzialności spółdzielczość cyfrowa może odegrać kluczową rolę w budowie bardziej zrównoważonego i sprawiedliwego świata.

## Wyzwania i przyszłość
Mimo licznych zalet, cyfrowe spółdzielnie napotykają na wyzwania, takie jak:
- Regulacje prawne: Wiele krajów nie posiada jeszcze odpowiednich ram prawnych dla spółdzielni platformowych. W Polsce Departament Gospodarki Cyfrowej pracuje nad regulacjami wspierającymi rozwój gospodarki cyfrowej, co może wpłynąć na funkcjonowanie takich spółdzielni.   Portal Rządowy
- Bezpieczeństwo danych: Zarządzanie danymi członków wymaga solidnych mechanizmów ochrony prywatności. Unijne rozporządzenie RODO nakłada na organizacje obowiązek zapewnienia odpowiednich środków ochrony danych osobowych, co stanowi istotne wyzwanie dla spółdzielni cyfrowych.   Spółdzielnie
- Konkurencja z korporacjami: Duże platformy cyfrowe często dominują rynek, co utrudnia rozwój spółdzielni. Jednak rosnąca świadomość społeczna i poszukiwanie bardziej sprawiedliwych modeli biznesowych sprzyjają zainteresowaniu alternatywnymi rozwiązaniami, takimi jak spółdzielnie cyfrowe.

Pomimo tych trudności, przyszłość cyfrowych spółdzielni wydaje się obiecująca. Wdrażanie nowoczesnych technologii oraz wsparcie prawne mogą sprawić, że staną się one istotnym elementem gospodarki cyfrowej.